# René Higuita
José René Higuita Zapata (* 27. srpna 1966, Castilla, Medellín, Kolumbie) je bývalý fotbalový brankář a reprezentant Kolumbie. Vstoupil do historie jako jeden z nejneobvyklejších fotbalových brankářů všech dob pro jeho pozoruhodný styl chytání, přičemž dokázal také střílet góly (byl inspirací pro další jihoamerické brankáře) či během hry zaútočit a obehrát protihráče. Higuita dokazoval, že byl čistokrevným fotbalistou, jenž je úzce spjat s týmem.
Je též původcem originálního brankářského zákroku pojmenovaného jako „Scorpion kick“ (kop škorpiona).

## Klubová kariéra
René Higuita strávil nejvíce sezón ve své kariéře v kolumbijském klubu Atlético Nacional, s nímž vyhrál titul v kolumbijské nejvyšší soutěži Categoría Primera A, v Poháru osvoboditelů a soutěži Copa Interamericana.
Higuita se narodil v chudinské čtvrti Medellínu Castilla neprovdané matce Marii Dioselině Higuitové. Po její smrti žil s babičkou (z matčiny strany) Anou Felisou. Prosadil se v regionálním mládežnickém týmu Antioquiy (kolumbijský stát / departement). V roce 1981 jej získalo Atlético Nacional, odkud v roce 1985 šel na hostování do Millonarios Bogota. Za tým z hlavního města poprvé nastoupil ve věku 19 let v kolumbijské první lize. O rok později se vrátil do Atlética Nacional, kde se poprvé setkal s trenérem Franciscem Maturanou. Stal se prvním brankářem v družstvu a v roce 1989 se podílel na největším úspěchu v historii klubu – zisku titulu v Poháru osvoboditelů (jihoamerická obdoba evropské Ligy mistrů). Byl jedním z hlavních hrdinů finále proti paraguayskému klubu Olimpia Asunción, zejména během odvety v Bogotě. Chytil 4 pokutové kopy a sám jeden proměnil, Atlético Nacional se stalo prvním kolumbijským týmem, který vyhrál prestižní klubovou soutěž.
S Nacionalem získal v roce 1991 ještě titul v kolumbijské lize a následující rok odešel.
Zamířil do Evropy, do španělského mužstva Real Valladolid hrajícího tehdy druhou nejvyšší španělskou soutěž Segunda División.
Zde chytal v 15 utkáních, ale když poté skončil na lavičce náhradníků, raději se vrátil do vlasti.
V roce 1994 opět vyhrál s Atléticem Nacional kolumbijský titul a následující rok se s týmem dostal podruhé do finále Poháru osvoboditelů. Higuita pomohl k postupu gólem z přímého kopu proti argentinskému klubu River Plate a také rozhodujícím chyceným pokutovým kopem, díky čemuž se Atlético posunulo do finále. V něm kolumbijský tým podlehl brazilskému Grêmio Porto Alegre.
V sezóně 1997/1998 Higuita přestoupil do mexického týmu CD Veracruz, s nímž skončil na 13. místě ligy. Další sezónu vstřelil 2 góly, ale klub spadl do druhé ligy a René Higuita zvolil návrat do Medellínu. V roce 2000 skončilo Atlético Nacional na pátém místě v Apertuře a poté na sedmém v Clausuře.
V roce 2001 přestoupil do jiného kolumbijského mužstva Atletico Junior de Barranquilla, ale zde neměl jisté místo v sestavě a nedosáhl ani výraznějšího úspěchu. V roce 2002 hrál za kolumbijské Deportivo Pereira, poté byl rok bez klubové příslušnosti a v roce 2004 podepsal ekvádorskému klubu Aucas Quito. V listopadu přišla diskvalifikace za kokainový doping. Mohl hrát opět v roce 2005, šel do klubu Bajo Cauca Fútbol Club, kde po sezóně ukončil kariéru.
V roce 2007 se vrátil k fotbalu a podepsal smlouvu s venezuelským klubem Guaros de Lara FC. V lednu 2008 se upsal kolumbijskému druholigovému týmu Deportivo Rionegro. V červnu 2008 podepsal smlouvu s kolumbijským mužstvem Deportivo Pereira. Kariéru definitivně ukončil v lednu 2010.
Před ukončením kariéry se objevil ve dvou benefičních zápasech (v jednom z nich s paraguayským brankářským kolegou José Luisem Chilavertem a argentinským Diego Maradonou).
René Higuita vstřelil celkem 41 gólů (37 z pokutových kopů a 4 z přímých kopů), před ním jsou ve statistikách skórujících brankářů jen Brazilec Rogério Ceni (více než 100 gólů) a právě José Luis Chilavert (62 gólů).

## Reprezentační kariéra
V roce 1985 byl René Higuita prvním brankářem kolumbijské mládežnické reprezentace do dvaceti let na juniorském Mistrovství světa v SSSR. Tým dokráčel do čtvrtfinále, kde prohrál 0:6 s Brazílií.
V A-mužstvu Kolumbie debutoval 11. června 1987 ve vítězném zápase proti Ekvádoru (1:0). Pak jej trenér Francisco Maturana povolal na turnaj Copa América (1987), kde kolumbijský brankář odchytal 4 utkání a skončil s týmem třetí (v zápase o 3. místo porazila Kolumbie Argentinu 2:1).
René Higuita byl výraznou osobností v silném kolumbijském mužstvu v devadesátých letech dvacátého století. Svým stylem hry se výrazně podílel na charakteristice kolumbijského mužstva. S René Higuitou v roli brankáře i libera zároveň se obranná linie mohla vysunout více dopředu a efektivněji atakovat soupeře, aby získala míč nazpět. Hráči mohli vytvořit mnohem kompaktnější formaci s mnoha možnostmi pro své tradiční krátké přihrávky.
Byla to jihoamerická variace na velkolepý holandský fotbal z roku 1974. Nizozemský brankář Jan Jongbloed také působil jako zvláštní obránce, nicméně rozehrával míče pouze při standardních situacích a při přerušené hře. René Higuita tento styl značně rozšířil. Podnikal výlety s míčem mimo bránu a pokoušel se o vstřelení gólu ze hry.
19. května 1988 vstřelil svůj první gól za kolumbijskou A-reprezentaci proti Finsku, jihoamerický tým vyhrál přátelské utkání v Helsinkách 3:1.
Jihoamerického kontinentálního mistrovství Copa América se Higuita zúčastnil i v roce 1989, Kolumbie však vypadla již v základní skupině, kdy skončila třetí za postupujícími celky Paraguaye a Brazílie. V zápase s Venezuelou vstřelil Higuita svůj druhý reprezentační gól (v 36. minutě otevřel skóre utkání z pokutového kopu), Kolumbie vyhrála 4:2.
Na Mistrovství světa ve fotbale 1990 odchytal temperamentní brankář všechny zápasy kolumbijského týmu v základní skupině (výhra 2:0 proti Spojeným arabským emirátům, remíza 1:1 s Německem a prohra 0:1 s Jugoslávií). V osmifinálovém utkání proti Kamerunu se mu vymstil pokus o fotbalový slalom. O míč jej obral kamerunský útočník Roger Milla a pohodlně skóroval do opuštěné brány Kolumbie. Kamerun vyhrál 2:1 po prodloužení a postoupil do čtvrtfinále, Higuita pak o ztrátě míče řekl, že to byla „chyba velká jako barák“. Za své chování na hřišti si vysloužil u médií a fanoušků přezdívku „El Loco“ („blázen“).
V letech 1991 a 1995 se znovu představil na Copě Américe. V prvním případě odehrál 7 utkání a Kolumbie skončila na turnaji čtvrtá, o 4 roky později odehrál 6 zápasů a dosáhl s týmem na 3. místo.
6. září 1995 Higuita zazářil v přátelském zápase proti Anglii, když předvedl svůj „kop škorpiona“ – na brankové čáře vymrštil nohy vzad a vykopl lob Jamieho Redknappa.
Reprezentační kariéru zakončil René Higuita v roce 1999, na Copě América 1999. Celkem odehrál Higuita v A-mužstvu kolumbijské reprezentace 68 utkání a vstřelil 3 góly.

### Reprezentační góly
Reprezentační góly René Higuity v A-mužstvu Kolumbie:
| Gól | Datum       | Stadion                                | Soupeř    | Výsledek | Soutěž           |
| --- | ----------- | -------------------------------------- | --------- | -------- | ---------------- |
| 010 | 19. 5. 1988 | Helsinki, Finsko                       | Finsko    | 1:3      | přátelské utkání |
| 02  | 3. 2. 1989  | Bogotá, Kolumbie                       | Peru      | 1:0      | přátelské utkání |
| 03  | 3. 7. 1989  | Estádio Fonte Nova, Salvador, Brazílie | Venezuela | 4:2      | Copa América     |

## Trenérská kariéra
V prosinci se René Higuita stal trenérem brankářů ve svém bývalém klubu, španělském Realu Valladolid. 12. ledna 2012 přijal tuto pozici (trenér brankářů) u saúdskoarabského týmu Al Nassr FC.

## Osobní život
René Higuita má dvě děti – Andrése a Pamelu – s manželkou Magnolií. Z předešlého manželství má dceru Cindy Carolinu.
V roce 1993 byl kolumbijský brankář uvězněn za účast na únosu. Higuita dělal prostředníka mezi dvěma drogovými barony Pablo Escobarem a Carlosem Molinou a doručil výkupné za propuštění Molinovy dcery. Za to zinkasoval 64 000 US$, čímž se provinil proti kolumbijským zákonům. Ve vězení strávil 7 měsíců, než byl propuštěn bez obvinění. V dokumentu The Two Escobars je řečeno, že byl uvězněn kvůli osobní návštěvě Escobara spíše než kvůli účasti na únosu. Kvůli uvěznění se René Higuita nedostal na Mistrovství světa ve fotbale 1994 v USA.
V roce 2005 se známý brankář objevil v televizní reality show La Isla De Los Famosos: Una Aventura Pirata (obdobná soutěž jako Trosečník).
V roce 2009 hrál jeho syn Cristian Andrés Higuita za kolumbijský celek Deportivo Cali a reprezentoval Kolumbii na jihoamerickém mládežnickém turnaji hráčů do 15 let.
René Higuita vyjádřil také přání být více politicky aktivní.